# Marinilabilia salmonicolor
Marinilabilia salmonicolor ist eine Bakterienart. Die Art wurde im Jahr 1996 zuerst beschrieben. Der Erstfund stammt aus verfaulte Algen enthaltenden Meeresschlamm.

## Erscheinungsbild
Bei den Zellen von Marinilabilia salmonicolor handelt es sich um gerade, dünne Stäbchen. Die Enden sind abgerundet oder leicht zugespitzt, meist 0,3 bis 0,5 µm breit und zwischen 2 und 50 µm, meist um die 10 bis 20 µm, lang. Sie sind durch Gleiten beweglich. Der Gram-Test ist negativ. Marinilabilia salmonicolor ist fakultativ  anaerob, das heißt, sie kommt in eher sauerstofffreien Gebieten vor, kann aber beim Wachstum Sauerstoff tolerieren. Die Farbe der Kolonien ist Lachsrot bis Rosa. Sporen werden nicht gebildet. Der Katalase-Test ist positiv.
Auf festen Medien erfolgt eine gleitende Bewegung (gliding motility).

## Wachstum und Stoffwechsel
Marinilabilia salmonicolor kann sowohl die Gärung wie auch die Atmung für den chemo-organotrophen Stoffwechsel nutzen. Die Produkte der Gärung von Glucose sind Essigsäure, Succinylsäure (Bernsteinsäure), Propionsäure, Milchsäure, Ameisensäure, Kohlenstoffdioxid (CO2), Wasserstoff (H2) und geringe Mengen von Ethanol. Die Art benötigt Natriumchlorid (NaCl) für das Wachstum. Die optimale Temperatur für das Wachstum liegt zwischen 28 und 37 °C, der optimale pH-Wert bei 7.

## Systematik
Marinilabilia salmonicolor zählt zu der Gattung Marinilabilia und wird zu der Familie Marinilabiliaceae in der Ordnung Bacteroidales in der Abteilung der Bacteroidetes gestellt. Zu der Gattung zählt neben Marinilabilia salmonicolor noch die im Jahr 20219 beschriebene Art Marinilabilia rubra (Stand 2021).
Die Art Marinilabilia agarovorans wurde nach phylogenetischen Untersuchungen aufgelöst und zu Marinilabilia salmonicolor gestellt.

## Namensgebung
Der Gattungsname leitet sich von dem lateinischen Adjektiv „marinus“ (meeres-) und dem lateinischen Adjektiv „labilis“ (gleitend) ab, es handelt sich um einen Meeresorganismus, der sich durch Gleiten fortbewegt. Der Artname M. salmonicolor ist abgeleitet von dem lateinischen Wort „salmo“, was so viel wie „Lachsrosa“ bedeutet, und dem lateinischen „color“ (Farbe), der Name bezieht sich auf die Farbe der Kolonien.